# Забазнова Галина Опанасівна
 Забазнова Галина Опанасівна (15 квітня 1942, м. Фролово Волгоградської області — 24 липня 2014, Київ) — поетеса, членкиня Національної спілки письменників України (1987). Мати української письменниці Марини Муляр.

## Життєпис
Забазнова Галина Опанасівна народилась 15 квітня 1942 року у м. Фролово Волгоградської області. Проживала в Києві.
Померла у м. Київ 24 липня 2014 року.

## Творчість
Забазнова Галина Опанасівна надрукувала перші твори надрукувала у 1965 році. Вона підготувала збірк пейзажної, інтимної і філософської лірики «Цветет ольха» (1980), «Тополиный бег» (1985), «Окна нашего детства» (1988), «Иду на голос» (1990), «Дом с химерами» (співавт., 2000)